# 솔비체고츠크

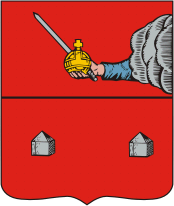
솔비체고드스크의 문장

솔비체고드스크(러시아어: Сольвычегодск, "비체그다 강에 있는 소금 마을"이라는 뜻)는 러시아 아르한겔스크주 남부 비체그다강 우안에 있는 도시이다. 인구는 2,843명(2002년 기준)이다. 14세기 솔요노예 호반에 건설되었으며 15세기에는 우솔스크(Усольск)라는 이름으로 알려지면서 당시 귀중품으로 여겨진 소금 생산지로 유명했었다. 16세기부터 17세기까지 아르한겔스크와 모스크바를 연결하는 육로, 수로가 위치한 솔비체고드스크는 러시아 북부의 상업·공예·문화의 중심으로서 큰 번영을 이룩했고 특히 법랑 산업으로 알려져 있었다.
18세기 이후 러시아가 발트해로 진출하면서 쇠퇴했고 유형지로 전락하게 된다. 1937년 관할 행정 구역이 볼로그다주에서 아르한겔스크주로 넘어가면서 오늘에 이른다.